# Napo-kardoskolibri
A Napo-kardoskolibri (Campylopterus villaviscensio) a madarak (Aves) osztályába, ezen belül a  sarlósfecske-alakúak (Apodiformes) rendjéhez és a kolibrifélék (Trochilidae) családjához tartozó faj.

## Rendszerezése
A fajt Jules Bourcier francia zoológus és ornitológus írta le 1851-ben, a Trochilus nembe Trochilus Villaviscensio néven.

## Előfordulása
Dél-Amerika északnyugati részén, az Andokban, Ecuador, Kolumbia és Peru területén honos. Természetes élőhelyei a szubtrópusi és trópusi síkvidéki és hegyi esőerdők. Állandó, nem vonuló faj.

## Megjelenése
Testhossza 13 centiméter.

## Természetvédelmi helyzete
Az elterjedési területe mérsékelten kicsi, egyedszáma pedig csökken. A Természetvédelmi Világszövetség Vörös listáján mérsékelten fenyegetett fajként szerepel.